# بوبي مارتن (موسيقي)
بوبي مارتن (بالإنجليزية: Bobby Martin)‏ هو موسيقي أمريكي، ولد في 4 مايو 1930 في لوكلاند في الولايات المتحدة، وتوفي في 6 سبتمبر 2013 في سان دييغو في الولايات المتحدة.

## روابط خارجية
- بوبي مارتن على موقع ميوزك برينز (الإنجليزية)
- بوبي مارتن على موقع ميوزك برينز (الإنجليزية)
- بوبي مارتن على موقع أول ميوزيك (الإنجليزية)
- بوبي مارتن على موقع أول ميوزيك (الإنجليزية)
- بوبي مارتن على موقع ديسكوغز (الإنجليزية)